# キャンパスオフロードミーティング
キャンパスオフロードミーティング（英: Campus Off-road Meeting）は、経験の浅いライダーのみが出走可能なクラスもあり、"経験者だけではなく未経験者にもオフロードに参加する楽しさを伝える"、ことを主な目的としたイベントである。通称キャンオフ(CAM-OFF)。

## 沿革：九州・関西・関東・全国大会
1980年代から90年代にかけては、参加するためには大学や短大、専門学校などの学生証のコピーが必要だったり、社会人が参加できるクラスが限定されていたり、参加できる社会人の数が一つの学校あたりで制限されていたりして、「HY戦争」中の1982年（1ドルが約250円。国内二輪車市場規模が約328万台の頃）から神宮球場などで開催が始まっていたジャパンスーパークロスでの学校対抗リレーへの出場権や、アナハイム・スーパークロス観戦ツアー、CRM250やCR80や原付のEZ-9といった景品を巡り、各地区大会及び全国大会において、社会人よりも主に学生達（当時、学生二輪倶楽部連盟、学生二輪連盟、学ニ連と呼ばれる団体が組織されていて、およそ8つの大学の学生を中心にイベントを主催してきた実績が既にあり、例えば「学二連エンデューロ」は1979年の開始以来、毎年の春と夏の開催で、明治大学が優勝した1991年の節目の第25回大会では、後述の「ホンダ」と縁のある「モトロマン」が協賛していた。）がキャンオフを盛り上げていた時代があった。
1984年12月16日の初開催（前述の学二連が企画書を作成して主催）に際しては、「本大会は、モーターサイクルスポーツを愛し、全国各大学、各専門学校等に通学する学生諸君を対象とした、オフロードバイクを通しての、楽しさ、スポーツ性を心ゆくまで謳歌し、又集まる皆様の交流をさらに深めていただくために開かれるものです」という趣旨が掲げられ、「ホンダ」と関係の深いセーフティパーク埼玉(川島町)にて、学ニ連に限定せず、アメリカンスクールや在日米軍基地の関係者を含む24の学校が参加する様々なクラス（エンデューロレース、チーム代表レースなど）が混走・併催され、UCLAチームのデビー内藤（ゼッケンNo.171）の独走などがあり、その初開催の様子を「月刊オートバイ (雑誌)」やテレビ東京の「Do!スポーツ」などが、「3ない運動は昔のはなし」「大学耐久モトクロス」といった表現でレポートした。1988年の第5回のキャンオフ全国大会までは「ホンダ」が冠スポンサーとなり、この時期の全国大会では学生が大会会長を務め、「ホンダ」のモーターレクリエーション推進本部がCR80やCRM250、CRM50（主に女性クラス向け）などを貸し出し、「ホンダ」のワンメイクレースの120分〜90分エンデューロレースを1〜2ヒート行うのがメインレースで、その当時の優勝景品が「AMAアナハイムキックオフツアー5名ご招待」だった。ちなみに第5回全国大会では、スポット参戦以外の、事前に地区大会のエキスパートエンデューロクラスにも参戦していて、順位の対象になる出走校が東西合わせて13校で、地区大会で優勝した学校にも、CRM250などのバイクが景品としてプレゼントされた。その翌年からは「出光興産」が冠スポンサーを引き受けたので、冠協賛が出光興産、後援が本田技研工業、運営は東日本と全国大会がモトロマン、西日本大会がマウンテンライダース、事務局がトランスポーツという体制になり、1992年にかけて徐々に「ホンダ」のワンメイクのクラスの縮小化が図られ、参加者達は自らの愛車を持ち寄るようになっていった。また、その間に第1回目の九州大会が熊本のHSR(現：ホンダセーフティ＆ライディングプラザ九州)で1991年に開催され、四国と九州の19校が参加して、佐賀大が優勝した。(1970年代の後半から高等学校のPTA連合会などによって日本各地で行われた、高校生には「オートバイの免許を取らせない」「オートバイに乗せない」「オートバイを買わせない」という「三ない運動」に対して、「ホンダ」は「ルールや危険性を十分に教えるのが、学校教育ではないのか(本田宗一郎)」「3年間の事故だけが減っているということ(池史彦)」「柔軟な高校生のうちから交通法規を学び、安全やマナー、スキルの向上へとつなげて(八郷隆弘)」と、批判的だった。)
第10回の1993年の全国大会(＠軽井沢モーターパーク9月25日〜26日)は前述のジャパンスーパークロスについてのサプライズ発表の場になり、翌年以降に向けて「キャンオフに参加できるのは、大学、大学院、短期大学、専門学校または予備校に籍を有する現役の学生。ただしエキスパートEDの各クラス（Aクラスは排気量125cc以下、Bクラスは126cc以上、Cクラスはレーサー及び改造車）には一チーム一名までのOB・OGも参加できる。各地区大会では、所属校別に各クラスの上位入賞者のポイントが加算され、獲得ポイントによって全国大会選抜校が決定される」「全国大会の優勝校にはチームブルゾン15着などが贈呈され、学校別総合成績の上位20校はジャパンスーパークロスに参加できる。初参加の日程は、1993年11月27日の神宮球場」「運営事務局は、全国大会及び東日本大会がビッグクルー、西日本大会がウイング・スポーツ・リュウ、九州大会がHSRプラザ九州」といったレギュレーションの整備がなされ、「北日本大会」や「近畿大会」のような地区大会の名称及び「キャンパスオフロード"バイク"ミーティング」のような表記も徐々に統一されて、スプリントクラスやOBのみのクラスも存在したが、事実上はエキスパートED（3H）がメインレースとして扱われた。
また、1993年の東日本大会第二戦には、日本の「スズキ」と契約中で、当時のエンデューロレース界のアメリカ人トップライダーであり、後にAMA殿堂入りも果たしたランディ・ホーキンス(Randy Hawkins)が、来日して学生達に混じってゲスト出走（賞典外）したため、西日本からの参戦も含め、51校、延べ512人のライダーと280チームのエントリーがあった。出走後のホーキンスは、「アメリカには学生だけのレースは無いけれど、学校に通いながらレースを楽しんでいることは素晴らしい。テクニックもなかなかのものだし、ライン取りを正確にとれるようになれば、ぬかるんだコンディションでも速く走れるようになる」と語った。
1995年に阪神淡路大震災が発生すると、バイク雑誌の「BACK OFF (フィールド出版)」が、普段はキャンオフに参加している学生達のボランティア活動に対する肯定的な報道を繰り返す一方、そのライバル誌である「GARRRR (実業之日本社)」は、被害が大きくオフロードバイクに乗った学生達は活躍できなかった、と報道し続け、評価が分かれた。
その1995年の秋の軽井沢での全国大会には42の学校の参加があり、開催された14クラスに延べ621名が409台の車両で出走し、記録が残る中ではこの年が最多だった。この全国大会の一校あたりの最多エントリーは神奈川大学の29名で、芝浦工大（15名）や立命館大学（9名）や東京大学（6名）、早稲田大学（4名）や奈良県立医科大学（3名）などが続いた。151台が出走したエキスパートEDの優勝は横浜市立大の松本/小塚組（CRM250）、全国大会学校別総合優勝校は矢野主将の千葉工大で、千葉工大は東日本大会との二冠となり、西日本大会の優勝校は大阪市立大学だった。
1996年には、東日本大会と西日本大会がともに年間三戦ずつでそれぞれの王座を決定するシリーズ戦となり、関東や関西や九州（神宮球場や千葉マリンスタジアム、西宮スタジアムや福岡ドームなど）でも開催されるようになったジャパンスーパークロスへの参加権などを争って、MX国際A級やB級のライセンスを持つ大学生達も参戦していて、全国大会限定でホンダのワークスライダーが「チームHART（相原／高濱／熱田組など）」の名前で参加した時期もあった。当時24歳で大学生達とは同年代でありながら、既に日本のモトクロスのトップカテゴリーでの年間王者経験者だった高濱龍一郎は、2000年の全国大会に出走後、「みんな突っ込み過ぎですね。スタックポイントでも2、3秒考えてから行けばいいのに、強引に入っていって共倒れしたら元も子も無いですよね。あと、みんなイン側に入ることだけを考えているみたい。もっと大きくライン取りすれば全体的なスピードも上がってタイムアップしますよ。それと前のライダーのラインをトレースしているけど、ずらせばキレイなラインがあるんやから、疲れないし、アクセルを開けなくていいし、スピードも上がるし、そのために下見がある。後続車が迫っていたらインに入るとか、頭も使う。」と、2000年頃の白熱した大会の雰囲気を踏まえたアドバイスをした。
一方で当時は、オフロードバイクレースという特性と携帯情報端末やインターネット環境の社会的な水準などから、主催者は観戦料や有料配信等の興行収入を見込むことは出来ず、代わりに参加料を払ってくれる出場者の総数を絞ることや、一校あたりの出場者数を制限すること、及び社会人エントリー以外の全選手について、レース日の受付やライダー交代などの度に本人確認したり学籍の詳細まで確認をしたりすることは、現実的にも技術的にも不可能だったので、つまりもともと学生の総数が少ない学校や、オートバイレース参戦に興味を持ちやすい理系の学生が少ない学校と、厳格にレギュレーションを守っている学校のチームが不利になる状況も発生した。(過去にはプロや箱根駅伝でも類似のケースが発生していた。ただし現役の学生の参加者に限っては、交代のライダーや会場までの移動手段が見つけられない場合などに籍を持たない学校のチームの一員になることが規則上も公式に認められていて、エントリー用紙にはチーム名とは別に「ポイント計上される学校名」を明記する欄があって、例えばエンデューロクラスでは、相乗りさせてくれた籍を持たない学校にポイントを計上し、スプリントクラスには、自分で用意した別のエントリー用紙で単独出走して自分が在籍する学校にポイントを計上する、ことも可能なレギュレーションだった。)
やがてジャパンスーパークロスの開催休止が長期化すると、九州大会の3つのスプリントクラスの合計の出走台数が数台になった時期や、東日本大会が単独ではなく他イベント（スーパーファンファンエンデューロなど）との併催になった時期などを経て、2016年（国内二輪車市場規模が約33万台、つまり1982年から約9割減の頃）から関係者による運営体制の変更があった結果、「関西でずっとそうしてきたように、関東の学生たちも自分たちで」、「現役のライダーと近い世代の卒業生が」、「学生と卒業生が力を合わせて」といった運営に対する意見も踏まえ、大学生に限定しない「中高生なども含めた学生のみのチームまたは個人参戦」や「学生とOB、OG、一般社会人のチーム」、そして「学籍を持っていないOB、OG、一般社会人のみのチームまたは個人参戦」の参加を等しく歓迎するレギュレーションになり、以前ほど特殊な賞典を設定しなかったところ、新「キャンオフ全国大会実行委員会」が2020年に単独で開催した"GO TO RIDE キャンパスフリーライドミーティング&「ダンロップ」エンデューロ"は、会場のクロスパーク勝沼の駐車場キャパシティの限界を考慮して、195台で出場受付を打ち切るまでの台数となり、2022年には現「東日本」主催大会でも、延べではない出場者数が150名以上になって、記録が更新された。
なお、前述にもあるように、過去にはトランスポーツ、ビッグクルー、ウィング・スポーツ・リュウ、マウンテンライダーズ、関東学生二輪連盟、関西学生二輪倶楽部連盟、 HSRプラザ九州などが大会運営を担ったことがあり、「出光興産」や「ホンダ」(1980年代に冠スポンサーを降板した後、2000年代に冠スポンサーに復帰した)、「ダンロップ」の「住友ゴム工業」、「レオタニモト」なども冠スポンサーを引き受け、それらスポンサーとも連動して、無料給油、タイヤの特売や無料交換、スポンサー企業に所属するプロライダーによるライディング指導、バイクの貸出しといったようなレーシングサービス的なサポートも、会場では実施されてきている。

## 特徴：ビギナーの入賞の可能性
現在は、東日本大会や西日本大会のような地区大会が行われた後に全国大会が開催され、学生と社会人の総合リザルトとは別に、学生及び社会人の在籍もしくは出身の学校(各自のエントリーフォームに学校名を記入できる欄が設けられている)ごとに成績が集計された、"学校単位のチーム順位のリザルト"も公表されたり、"学生だけのチームを対象とした表彰"が行われたりする。そのため、個人の成績ではMX国際A級付近の技量を持つ者やベテラン社会人が上位を占める可能性が高いが、現在のキャンオフには以前ほどの特殊な賞典は設定されておらず、学校チーム間にはオートバイメーカーや一般チーム同士で行われるような激しい順位争いも存在しないため、ビギナーやアマチュアの社会人と学生にも、"学校単位での入賞"を体験できる可能性が残されている。
また、ビギナー限定クラスが設定される機会が多く、そのクラス順位も集計されて学校単位のチーム成績に加算されるために、チームが上位入賞を期してビギナーを積極的に勧誘する、という戦略が成立するようになっている。
さらに、全国大会ではほぼ常に「オフロードコース走行に適したバイク以外クラス」が設定され続けていて、その成績も集計される場合が多く、未舗装のオフロードコースに、パニアケースを付けたアドベンチャーバイク、オンロードバイク、スクーター、自転車、キックボード、肩車などが多数出走しており、元気があれば誰でも楽しめるような工夫も為されている。
"年式遅れのマシンに、ダサイウェア、仲間の走りに一喜一憂するにぎやかなパドック風景…。まさに何でもありで、オフロードランを心から楽しむスタイルだ。それは、決して「古き良き時代」とまでは言えないが、10年前は全国各地のオフロードコースで見られた光景だ。このキャンオフには、それがあるのだ。"

## 参加校（スポット参戦を除く）
（2021年はコロナ禍の影響で全国大会は開催されなかった。）
| 校名                 | 年     | 備考 |
| -------------------- | ------ | --- |
| 東京工科専           | 1994年 | 全国大会クラス優勝（教員チームも引率を兼ねて出走）                                                                                                   |
| 東急自動車整備専     | 1992年 | 全国大会優勝 |
| トヨタ学園           | 2018年 | 東日本開幕戦からスリランカ人学生達が出走。 旧称日本自動車整備専門学校 改称：トヨタ自動車大学校                                                       |
| トヨタ工業学園       | 2001年 | 全国大会出場 |
| 日産学園             | 1993年 | 京都校 |
| 群馬自動車整備専     | 2016年 | 東日本大会に国際A級（JEC）渡邉誉選手が出走 群馬自動車大学校に改称                                                                                    |
| ホンダ学園           | 1994年 | 全国大会初優勝(その他優勝年:) |
| 日本社会体育専       | 1999年 | HARP/桶川 東日本大会クラス優勝 |
| 東京女子体育大       | 1999年 | 全国大会出場 |
| 三重県立看護         | 2010年 | 全国大会出場 |
| 蒲田医師会立専修     | 1994年 | 全国大会出場（校舎が羽田空港に近いことから、事故消火救難救護訓練に学校をあげて参加していた）                                                         |
| 奈良県立医科大       | 1988年 | 全国大会優勝 翌1989年の全国大会も連覇 |
| 小山高専             | 2022年 | 全国大会出場 |
| 茨城高専             | 2019年 | 全国大会出場 |
| 長野高専             | 1993年 | 全国大会出場 |
| 都立航空高専         | 1993年 | 全国大会出場 東京都立産業技術高等専門学校に再編 |
| 豊橋技科大           | 2022年 | 全国大会総合優勝（その他優勝年:2021年は全国大会が開催されなかったので、2020年から2大会連覇）                                                         |
| 長岡技科大           | 2023年 | 全国大会総合優勝 2019年全国大会クラス優勝(その他優勝年:)                                                                                             |
| ポリテクカレッジ成田 | 1995年 | 全国大会出場 |
| 職能開発大           | 1999年 | HARP/桶川東日本大会クラス優勝 |
| 中日本自動車短大     | 2019年 | 全国大会出場 |
| 日本大学             | 1993年 | 全国大会クラス優勝(その他全国大会: |
| 日本文理大学         | 1996年 | 九州大会総合優勝(その他：1997年九州大会総合優勝・1999年、二年ぶりに再開した九州大会の学校別総合優勝校                                                |
| 第一工業大           | 1993年 | 現第一工科大 九州大会総合優勝(その他:1994年九州大会総合優勝                                                                                          |
| 佐賀大               | 1991年 | 第1回九州大会総合優勝(その他:1995年九州大会総合優勝                                                                                                  |
| 九工大               | 1992年 | 九州大会総合優勝(その他全国大会: |
| 九州大学             | 2001年 | 九州大会クラス優勝(その他全国大会: |
| 京都先端科学大学     | 2001年 | 全国大会優勝、2019年にも全国大会優勝(その他全国大会優勝年:) 旧名：京都学園大                                                                         |
| 芝浦工大             | 2005年 | 全国大会クラス優勝 (その他全国大会: |
| 東京都立大学         | 1997年 | 東日本大会優勝 のちに、都立科学技術大学が都立大に合流                                                                                                |
| 東京都市大学         | 2018年 | 軽井沢東日本大会クラス優勝 |
| 筑波大学             | 1996年 | 全国大会初優勝(その他優勝: |
| 山形大学             | 1994年 | 全国大会出場(その他全国大会: |
| 東北大学             | 2019年 | 東日本大会 |
| 千葉工大             | 1995年 | 全国大会優勝 2013年全国大会クラス優勝 |
| 東海大学             | 2000年 | 全国大会の「国際A級にチャレンジ」にて、当時MX国際B級の関本慶太が熱田孝高に先着。01年全国大会では高濱龍一郎と芹沢直樹に先着(ハンデスタート制)(その他: |
| 東京工芸大           | 1995年 | 全国大会出場 |
| 工学院大学           | 1997年 | 全国大会初優勝(その他全国大会優勝年: |
| 信州大学             | 1992年 | 東日本大会年間優勝、全国大会準優勝(その他全国大会:                                                                                                   |
| 神奈川大学           | 1993年 | 東日本大会初優勝、全国大会出場(その他全国大会: |
| 横浜市立大           | 1995年 | 全国大会クラス優勝(その他全国大会: |
| 大阪市立大           | 2000年 | 2000年まで西日本大会学校別7連覇(その他全国大会: |
| 新潟大学             | 1990年 | 関東大会クラス優勝 |
| 金沢工業大学         | 2016年 | 東日本大会初参加初優勝(その他全国大会: |
| 愛知大学             | 2010年 | 全国大会優勝 |
| 名城大学             | 1993年 | 全国大会優勝 |
| 中央大学             | 1999年 | 全国大会の「熱田孝高チャレンジ」にて#55加藤は参加37校中で唯一、当時HRCワークスライダーの熱田(20秒ハンデスタート)に先着した。(その他:                 |
| 足利大学             | 1999年 | HARP/桶川東日本大会クラス優勝 旧称：足利工業大学 |
| 亜細亜大学           | 1996年 | 全日本MX国際B級シリーズチャンピオンの学生などが参戦(大山魔樹夫 城田賢一)(その他:                                                                     |
| 立命館大学           | 1994年 | 全国大会クラス優勝 |
| 早稲田大学           | 1999年 | HARP/東日本大会クラス優勝(全国大会その他:) |
| 同志社大             | 1998年 | 西日本大会シリーズ年間3位 |
| 東京理科大学         | 1990年 | 全国大会優勝 |
| 東京大学             | 2019年 | 全国大会クラス2位(全国大会その他: |
|                      |        | |
|                      |        | |
|                      |        | |

## ジャパンスーパークロス(アリーナクロス)学校対抗リレー
キャンオフの成績上位校に出場権が与えられる学校対抗リレーもプログラムの一部だったジャパンスーパークロスは、1994年から1996年にかけて、開催地に福岡が含まれたり開催期間が計四日間になるなどして、開催規模が最大になっていた。1998年と1999年は規模が縮小され、会場が野球場から大阪城ホールに、興行名がスーパークロスからアリーナクロスに変更になったが、これを最後に、1980年代初頭から毎年開催されてきた、アメリカのスーパークロス現役チャンピオンなどを招聘し、いわゆる「アウトドア」ではないモトクロスを日本国内で見ることが出来る興行は、休止されることになった。(開催の復活は計画されていて、チケット販売まで行われたこともあったが、2023年現在、復活開催は行われていない。)

1995年ジャパンスーパークロス大阪大会学校対抗リレー＠阪急西宮スタジアム(11月29日)
| 順位 | 校名         | ライダー                       |
| ---- | ------------ | ------------------------------ |
| １位 | 京都学園大学 | 津山・西村智・西村・柴坂・石谷 |
| ２位 | ホンダ学園   | 植田・湯浅・竹之内・前田・木村 |
| ３位 | 大阪産業大学 | 孝橋・桜井・山本・宇津木・斉藤 |
|      |              |                                |

1998年アリーナクロス学校対抗リレー＠大阪城ホール(12月20日)
| 順位 | 校名                       |  |
| ---- | -------------------------- |  |
| １位 | 大阪市立大(現：大阪公立大) |  |
| ２位 | 東京大学                   |  |
| ３位 | 追手門大                   |  |
| ４位 | 立命館大                   |  |
| ５位 | 奈良県立医科大             |  |
| ６位 | 神奈川大学                 |  |

1999年アリーナクロス学校対抗リレー＠大阪城ホール(12月12日)
| 順位 | 校名                           |  |
| ---- | ------------------------------ |  |
| １位 | 京都学園大(現：京都先端科学大) |  |
| ２位 | 大阪市立大(現：大阪公立大)     |  |
| ３位 | 武蔵工大(現：東京都市大)       |  |
| ４位 | 東海大                         |  |
| ５位 | 奈良県立医科大                 |  |
| ６位 | 静岡大学                       |  |

## 出場した車両の例
- 約10馬力前後：CRF125／XR100／CRM80／DT50他　(ビギナーや運転免許を所持できない年齢でも容易に操作できるように設計されている場合がある／キャンオフは、一部のエンデューロ競技と違って原則的に公道をコースに含まないので、運転免許を持っていなくても出走可能な場合もある)
- 出力約20馬力(車重約130kg)：セロー他　(車重の割に馬力を抑えてあるバイクはビギナーにも乗りやすく設計されている場合がある／キャンオフの会場まで自走して参加する場合もある)
- 出力約25馬力(車重約70kg)：CRF150／RM85他　(高出力で車重が軽いバイクは部品寿命が短く設計されている場合がある／公道の走行は不可能な場合も多い)
- 出力約30馬力(車重約140kg)：WR250R／CRF250L他　(このあたりの車格から"フルサイズ"と呼ばれる場合がある／高速道路での使用を想定されている場合もある)
- 出力約40馬力(車重約120kg)：CRM250AR／RMX250他
- 出力約40馬力(車重約90kg)：RM125／YZ125／KX250F他
- 出力約50馬力(車重約100kg)：RR2T他
- 出力50馬力以上(車重120kg以下)：YZ450F他